# Рязанское губернское управление
Ряза́нское губе́рнское управле́ние (первоначально — Присутственные места Рязанской губернии) — главное здание управления Рязанской губернии в 1789—1917 годах. Второе по счёту каменное здание, которое было построено в рамках екатерининского генерального плана города.
Первоначально, управление находилось в специально построенном для него временном деревянном здании на Московской заставе. Новое каменное здание было возведено предположительно, архитектором И. Г. Сулакадзевым в 1788 году на специально созданной для административных функций Ильинской площади. Оно должно было стать первым сооружением из планировавшегося здесь обширного управленческого комплекса.
В течение всего XIX века здание неоднократно ремонтировалось и перестраивалось. В его кабинетах работал М.Е Салтыков-Щедрин и Рязанская губернская учёная архивная комиссия, основавшая здесь один из старейших музеев России. После Октябрьской революции новая власть обосновалась в здании банка С. Живаго на Астраханской улице, а бывшее губернское управление в 1922 году было передано обувной фабрике «Победа Октября» (будущая фабрика «Рязаньвест»), которая располагалась здесь вплоть до 2020-х годов. В 1950-х годах здание было надстроено двумя этажами, а оба крыла вдоль боковых улиц были значительно удлинены. К дворовому фасаду пристроили гаражный комплекс, сформировав таким образом закрытый фабричный двор.
В 1997 году Постановлением Главы Администрации Рязанской области Вячеслава Любимова здание получило статус объекта культурного наследия 
В настоящий момент здание вошло в охраняемую территорию исторического поселения город Рязань и проходит процесс реновации. На первых этажах открываются заведения общественного питания и культурные учреждения.

## История

### Первоначальный проект
В 1775 году Екатерина II затевает проведение реформы административно-территориального управления в Российской империи. Абсурдно крупные губернии, созданные ещё Петром I упраздняются, и вместо них формируется новые, более мелкие и удобные для управления территориальные единицы. Одной из них была созданная в 1778 году Рязанская губерния с центром в Переяславле-Рязанском, который в 1778 году был переименован императрицей в Рязань. Для управления административными единицами был создан новый орган коллегиального управления — Присутствия, являющиеся по сути аналогами сегодняшних Правительств. Для работы таких органов было необходимо построить новые здания.
В генеральном плане города, который был разработан к 1780 году был спроектирован целый комплекс зданий для размещения государственного чиновничьего аппарата. Согласно плану, на месте бывшего укреплённого городского Острога должна была раскинуться обширная административная площадь, которую предполагалось сделать самой крупной и главной в городе. Гуляя по её территории можно было-бы любоваться панорамой Рязанского кремля и заливными речными лугами с высокой набережной Трубежа, где ранее находились укреплённые стены и башни Острога.
С юга и запада площадь должны были застроить четырьмя обширными административными кварталами. В них планировалось возвести: главное здание присутственных мест, губернскую типографию, суд, городское земство, дворянское собрание, дом губернатора и генерал-губернатора (наместника), городской магистрат (ратушу), гарнизон и гауптвахту.
На время сноса старой средневековой застройки и строительства площади, для работы чиновников построили большое (до 250 метров длиной) временное деревянное здание на тогдашней окраине города — Московской заставе. Сегодня на этом месте построен Дом общественных организаций. Для размещения губернатора сняли одну из городских усадеб, находившуюся в районе современной Семинарской улицы.

### Строительство и эксплуатация здания в XIX веке
Здание начали возводить в 1786 году при генерал-губернаторе И. В. Гудовиче. Оно стало вторым по счёту каменным зданием города, которые начали строить в рамках полученного незадолго до этого генерального плана. Через год, в 1787 году началась очередная русско-турецкая война, которая существенно изменила планы по строительству ансамбля Ильинской площади. Возведение отдельных зданий для губернских учреждений было отложено, а сами учреждения предлагалось временно разместить в строящемся здании Присутственных мест. Местность вокруг площади была объявлена «красной линией», на которой всё-же сохранялось место для будущего возведения зданий.
В августе 1788 года, и присутственные места начали перебраться из временного деревянного здания в новое.. 29 июня 1789 года, в годовщину восшествия на престол Екатерины II в здании открылись рязанское наместническое правление и казённая палата.
Первый этаж здания занимали
- Приказ общественного призрения
- Чертёжная
- Земский суд
- Губернская типография, выпускавшая первую рязанскую газету
- Уездное казначейство
- Денежное хранилище
- Медицинская управа
- Штаб-квартира городской полиции
- Архив казённой палаты
- Кабинеты наместнического аппарата

На втором этаже размещались
- Палата уголовного и гражданского судов
- Дворянское собрание Рязанской губернии
- Наместническое правление
- Казённая палата губернии
- Уездный суд

в 1801 в Присутственных местах начала работу первая губернская типография, первоначально печатавшая казенные объявления, бланки документов и афиши. Редакция первой газеты «Рязанские губернские ведомости» открылась здесь же в 1837 году. С 1863 по 1970 год в здании работало отделение Госбанка России, которое затем переехало в особняк на Астраханской улице.
С 1858 по 1860 года здесь в должности вице-губернатора и главного редактора губернской газеты имел свой рабочий кабинет писатель М. Е. Салтыков-Щедрин.
Салтыков приехал без всякой помпы, запыленный, в простом тарантасе, - совсем, казалось, точно и не вице-губернатор, а самый простой чиновник
Быстр он был на понимание всего, с чем бы ни пришлось ему встретиться... Прочтя бумагу, он брал перо и сразу полагал на бумаге резолюцию, поражавшую проникновенно ясным пониманием того, что необходимого, справедливого и полезного для дела по этой бумаге нужно было сделат
В 1867 году Щедрин вновь возвращается в здание, где работает уже управляющим губернской казёной палаты.
Салтыков занимался в палате делом очень усердно, скоро и внимательно. Обладал быстрым соображением и богатою памятью, он никогда дел у себя не задерживал и наблюдал, чтобы и другие быстро решали дела. В особенности следил, чтобы не задерживали просителей и не подвергали их прежней волоките. Деловые бумаги, им сочиненные, представляли в некотором роде литературную редкость... При нем не брали взяток, или так называемых благодарностей... не пороли чиновников и не сажали их под арест...
Проработал он в этой должности недолго. Уже в следующем, 1868 году 14 июня за вольнодумство его отправляют в отставку. Рязанское губернское управление стало последним местом государственной службы писателя.
В 1884 году указом императора Александра III была создана Рязанская губернская учёная архивная комиссия. Первое её заседание, состоявшееся 5 июня прошло в Присутственных местах, где для работы комиссии было выделено отдельное помещение. В этом же году комиссии были выделены дополнительные помещения для создания первого губернского исторического музея, который впоследствии станет историко-архитектурным музеем-заповедником. 13 января 1885 года в здании было торжественно открыт Рязанский исторический архив.
В течение XIX века Присутственные места неоднократно перестраивались. Наиболее обширным был ремонт 1889 года, проводившийся к столетнему юбилею строительства здания. В этом же году, за дворовым фасадом рязанские гимназисты заложили бульвар, посвящённый столетнему юбилею А. С. Пушкина. Бульвару было не суждено дойти до наших дней. Его начали застраивать бараками ещё в начале Первой мировой войны, впоследствии продолжив строительство в 1920-х годах.
21 сентября 1985 года на Ильинской площади перед управлением прошли торжества, посвящённые 800-летнему юбилею Рязани. Летом 1912 года в типографию газеты «Рязанские губернские ведомости» заглянул молодой поэт С. А. Есенин, для печати своего первого сборника «Больные думы», написанного им в двух ученических тетрадях.

### Революция и фабрика «Победа Октября»
Во время февральской революции в здании губернского управления был размещён Рязанский губернский исполнительный комитет Советов рабочих, крестьянских и солдатских депутатов". В начале марта 1917 года на Ильинской площади и перед парадным фасадом губернского управления прошёл масштабный «Праздник Свободы».
После Октябрьской революции, новые Советы разместились в бывшем здании банка Сергея Живаго на Астраханской улице. Уже в 1922 году помещения бывшего губернского управления были переданы обувной фабрике «Победа Октября» (будущей фабрике «Рязаньвест»).
Газета «Правда» писала:
В Рязани 7 ноября в присутствии всех членов губисполкома, губкома партии и многих делегаций торжественно открыли обувную механическую фабрику. Первая пара сапог была сшита за 45 минут - собравшиеся восторженно аплодировали этому достижению
В начале 1950-х годов началось масштабное послевоенное преобразование Рязани. Вместо пустой Ильинской площади был разбит современный Соборный парк. Здание бывших Присутственных мест теперь стало выходить парадным фасадом на Соборную улицу. В это же время начинается очередная реконструкция здания. К двух существующим этажам надстраивают ещё два в стиле поздней сталинской архитектуры. Были достроены и значительно удлинены боковые флигели, в особенности восточный, где соорудили длинную пристройку. Здание лишилось сквозного проезда, центральный и боковые входы перестроили в окна — теперь для входа на фабрику использовалось проходная на переулке у западного флигеля. Тогда-же был убран гербовый щит, располагавшийся над средним окном второго этажа главного фасада. Внутри были разобраны сводчатые перекрытия первого этажа, был утрачен первоначальный декор интерьеров. С юга к зданию пристроили протяжённый технический корпус, в котором разместились гаражи, котельная, электроподстанция и подсобные помещения. Эта пристройка служила одновременно и ограждением внутреннего двора фабрики.
В 1989 году на фоне потепления отношений между Советским Союзом и западными странами было основано советско-германское предприятие «Рязань-Вест». Предприятие работало в здании до 2020 года, после чего съехало. В 2022 году губернатор Рязанской области Павел Малков объявил о начале реновации здания. Здесь начали размещаться предприятия общественного питания, торговые и офисные помещения.

## Архитектура
Предположительно, автором оригинального архитектурного проекта был губернский архитектор Иван Григорьевич Сулакадзев. Он спроектировал присутственные места в строгом, столичном стиле позднего классицизма. Парадным фасадом здание выходило к Ильинской площади (сегодня — к Соборному парку).
Внутри состояло из двух изолированных на каждом этаже половин. Внизу они разделялись сквозным проездом, а на втором этаже — крупным залом на всю ширину фасада. Все учреждения, которые находились в здании были обособлены друг от друга. На первом этаже к каждому учреждению вёл отдельный вход с парадного и дворового фасадов. На втором этаже помещения каждой организации были отделены друг от друга лестничными клетками. Здание отапливалось голландскими печами.

## Интересные факты
- В 1889 году городские гимназисты разбили за дворовым фасадом здания бульвар, посвящённый столетию со дня рождения А. С. Пушкина. Бульвару не суждено было сохраниться. Первые бараки здесь начали размещать ещё во время Первой мировой войны. Затем, в 1920-х годах, когда здание Присутственных мест было передано обувной фабрике, на месте остатков бульвара построили деревянные пятиэтажные барки, в которых заселили семьи рабочих. К 2010 годам, эти здания оставались последними сохранившимися бараками на территории города. В 2020 году администрация города начала их снос, после чего разбила на их месте Новослободской сквер.
- Несмотря на то, что Ильинская площадь была главной административной площадью города, сразу за зданием Присутственных места размещалась малая Губернская площадь
- Двор стольника Прокопия Ляпунова, собравшего Первое Рязанское ополчение и полковая приказная изба размещались в Остроге неподалёку от того места, где затем будут выстроены Присутственные места